# Lila Kedrova
Lila Kedrova (rus. Лиля Кедрова, 9. listopada 1918. – 16. veljače  2000.), francuska glumica ruskog podrijetla, dobitnica Oscara za najbolju sporednu glumicu (1964. godine). 

## Životopis
Kedrova je odrasla u Petrogradu (današnjem Sankt Peterburgu), odakle je krajem 1920-ih s roditeljima emigrirala u Pariz. Tijekom emigracije, svi njezini dokumenti su izgubljeni ili zaplijenjeni od sovjetskih vlasti.
Prvu zapaženiju ulogu je ostvarila 1956. godine u filmu Calle Mayor (Glavna ulica), španjolskog redatelja Juana Antonija Bardema (strica Javiera Bardema). Nakon desetljeća etabliranja na europskoj filmskoj sceni, debitirala je u Hollywoodu ulogom prostitutke u filmu Grk Zorba. Nezaboravna uloga Madame Hortense, uz glavne zvijezde filma Anthonyja Quinna i Irene Papas, donijela je Kedrovoj Oscara za najbolju sporednu žensku ulogu za 1964. Sljedeće godine snimila je još jedan film na engleskom jeziku, A High Wind in Jamaica. Pojavila se i u Hitchcockovoj Poderanoj zavjesi. Uz nekoliko uloga na televiziji i u europskim filmovima, nastupila je 1983. u brodvejskom mjuziklu "Grk Zorba". Kraj života je dočekala u svom ljetnjikovcu u kanadskom Sault Ste. Marie, gdje je umrla 16. veljače 2000. nakon višegodišnje borbe s Alzheimerovom bolešću.

## Vanjske poveznice
- Lila Kedrova u internetskoj bazi filmova IMDb-u (engl.)